# Riccardo Dessì
Riccardo Dessì (Cagliari, 4 marzo 1947) è un ex calciatore e medico italiano, di ruolo terzino.

## Carriera
Cresciuto nel Cagliari, esordisce in Serie A nel 1967-1968. La squadra isolana lo cede successivamente in prestito prima allOlbia e poi alla Tharros, riprendendolo tra le sue file nel 1971-1972.
Relegato tra le riserve, deve inizialmente accontentarsi di qualche presenza in campo tra campionato e Coppa Italia, mentre nel tempo libero studia per conseguire la laurea in medicina. Con il ritiro di Mario Martiradonna trova maggior spazio tra i titolari. Quindi abbandona la carriera calcistica per indossare il camice bianco dei medici.
In carriera Dessì ha totalizzato complessivamente 41 presenze in Serie A.